# District de Morena
Pour les articles homonymes, voir Morena.
Le district de Morena (hindi : मुरैना जिला) est un district de l'état du Madhya Pradesh, en Inde,

## Géographie
Au recensement de 2011, sa population compte 1 965 137 habitants.
Son chef-lieu est la ville de Morena. 